# Les barbares

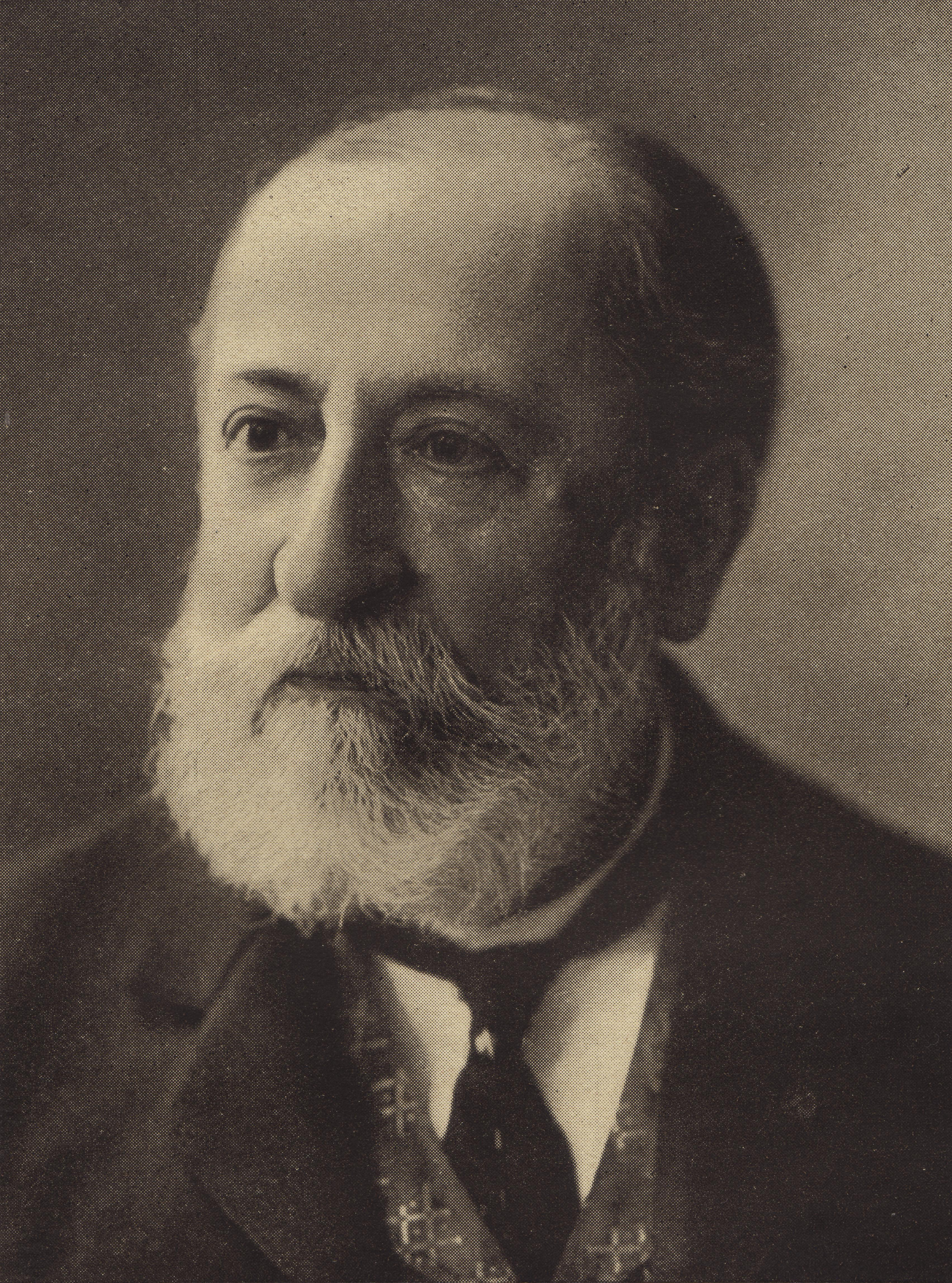
Camille Saint-Saëns

Les Barbares är en fransk opera (tragédie lyrique) i tre akter med musik av Camille Saint-Saëns och libretto av Victorien Sardou och Pierre-Barthélemy Gheusi. Operan var tänkt att uppföras i Provence men fick premiär på Parisoperan den 23 oktober 1901.

## Personer
- Floria, vestal (sopran)
- Marcomir, Barbarerna ledare (tenor)
- Le Récitant (bas)
- Scaurus (bas)
- Le Veilleur (tenor)
- Hildibrath (baryton)
- Livie (kontraalt)

## Inspelningar
- Les Barbares : Catherine Hunold (Floria), Julia Gertseva (Livie), Edgaras Montvidas (Marcomir), Jean Teitgen (Le Récitant / Scaurus), Shawn Mathey (Le Veilleur), Philippe Rouillon (Hildibrath / Le Grand Sacrificateur), Tigran Guiragosyan (Premier Habitant), Laurent Pouliaude (Second Habitant), Ghezlane Hanzazi (Une Femme) Choeur Lyrique et Orchestre Symphonique Saint-Étienne Loire, conducted Laurent Campellone. Ediciones singulares. 2015